# Rupert Falkner
Rupert Falkner (* 5. Februar 1930 in Linz; † 11. Dezember 2022 in Wien) war ein österreichischer Architekt und Zeichner.

## Leben
Nach Absolvierung der Bundesgewerbeschule Linz war Rupert Falkner am Linzer Stadtbauamt und im Architekturbüro Lassy beschäftigt. Anschließend studierte er Architektur an der Akademie der bildenden Künste Wien bei Clemens Holzmeister, dessen Mitarbeiter er auch war.
Ab 1960 war Falkner als selbständiger Architekt in Wien tätig und plante zahlreiche Wohn- und öffentliche Bauten für Wien. Eines seiner bedeutendsten Werke ist das Neue Rathaus in Linz, das er gemeinsam mit Anton Fürtler plante. Er hatte zudem ein Büro in Steyr.
Falkner war weiters im Bereich Architektur-Forschungen und Studien tätig, etwa zum Thema familiengerechtes Wohnen und arbeitsplatzintegrierter Wohnbau der Zukunft.

## Realisierungen

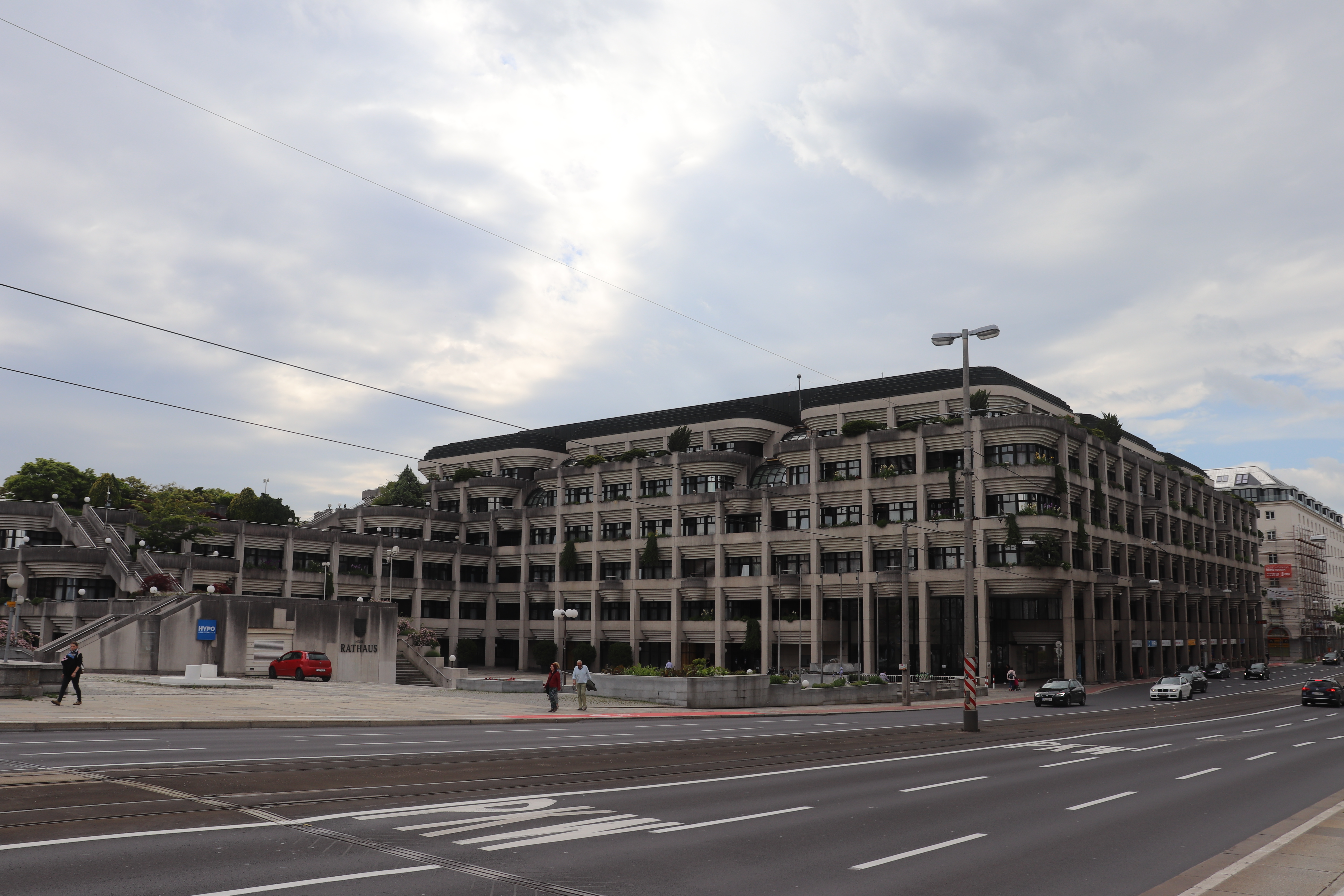
Neues Rathaus (Linz) (1980–1985)

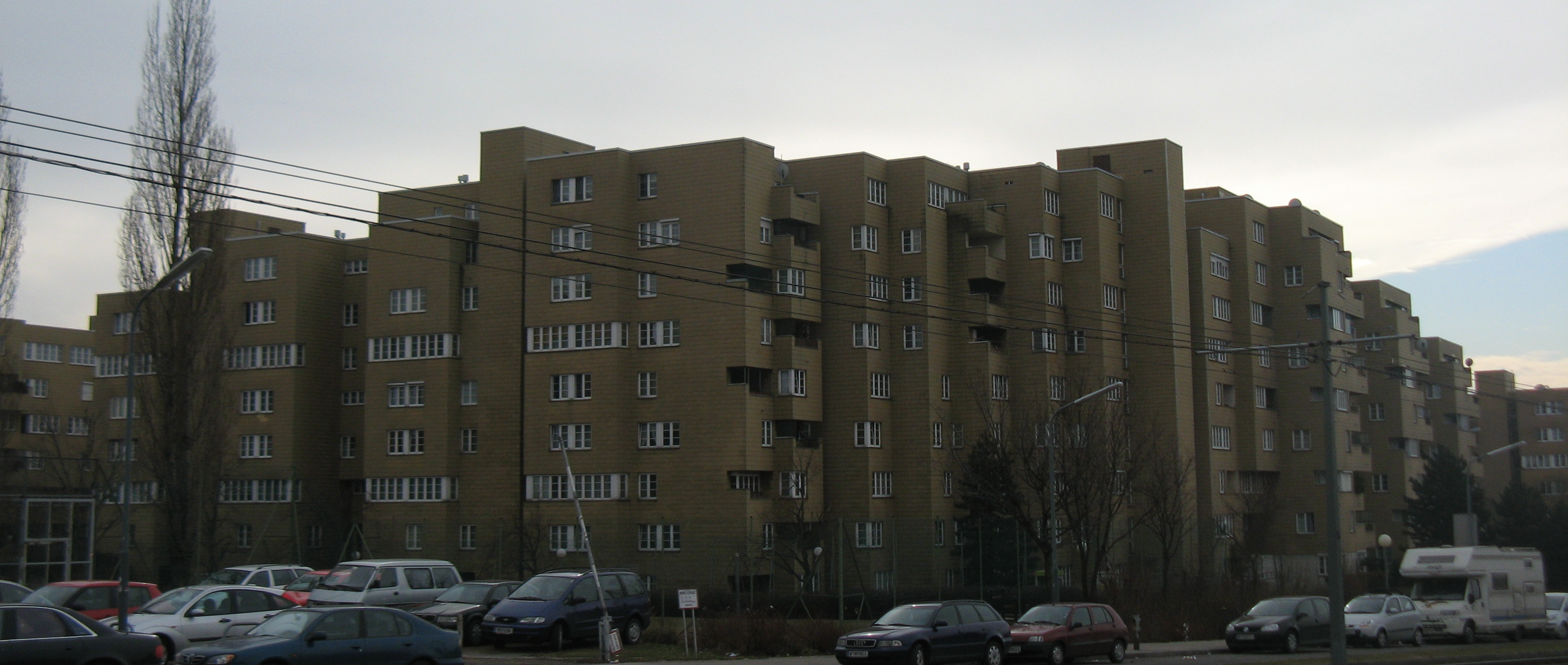
Karl-Wrba-Hof (Wien) (1979–1983)

- 1960–1962: Wohnsiedlung Sandleiten-/Starkenburggasse, Wien 16, gemeinsam mit Lukas Matthias Lang und Peter Philipp Czernin
- 1969–1972: Wohnhausanlage Hameaustraße 19, Wien 19
- 1970–1973: Schule Rodaun, Wien 23
- 1971–1974: Pavillon Krankenhaus Rosenhügel, Wien 13
- 1973–1974: Seniorenheim Per-Albin-Hansson-Siedlung, Wien 10
- 1975–1976: Wohnhausanlage Hetzendorfer Straße 100–104, Wien 23
- 1979–1983: Karl-Wrba-Hof, Wien 10, gemeinsam mit Ernst Irsigler, Matthäus Jiszda, Franz Kaminsky, Stefan Karabiberoff, Werner Schröfl, Helmut Schultmeyer, Hedy Wachberger und Gunter Wratzfeld
- 1975–1984: Wohnhausanlage Hammerschmidtgasse, Wien 19
- 1980–1985: Neues Rathaus (Linz), Hauptstraße 1–5, gemeinsam mit Anton Fürtler
- 1984–1985: Wohnhausanlage Vorgartenstraße, Wien 2, gemeinsam mit Norbert Ullreich, Ernst Hoffmann, Gábor Egyed
- 1991–1995: Meiselmarkt, Wien 15, gemeinsam mit Rudolf Guttmann
- Tankstelle Josef-Meinrad-Platz, Wien 1
- Neue Ankunftshalle Flughafen Wien-Schwechat

## Nicht realisierte Entwürfe
- Opernhaus Linz am Urfahraner Brückenkopf gegenüber dem Neuen Rathaus (um 1985)

## Auszeichnungen
- Silbernes Ehrenzeichen für Verdienste um das Land Wien (2017)